# Gunderico (vescovo)
Gunderico in lingua latina Gundericus (VII secolo) fu predecessore di Sinderedo di Toledo come arcivescovo di Toledo.

## Biografia
Morto prima del 711 fu arcivescovo di Toledo per un breve periodo tra Felix (701) e Sinderedo. Egli era un visigoto e fu molto lodato nelle Cronache del 754 di autore ignoto (circa 754), secondo cui fu un sant'uomo che fece molti miracoli. Sebbene fosse certamente un uomo di cultura, nessuno dei suoi scritti è giunto fino a noi.
Presiedette il XVIII concilio di Toledo (probabilmente nel 703), e potrebbe essere stato incoraggiato dal re Witiza ad inserire il matrimonio nel sacerdozio.